# Bălțătești
Bălțătești è un comune della Romania di 4 410 abitanti, ubicato nel distretto di Neamț, nella regione storica della Moldavia. 
Il comune è formato dall'unione di tre villaggi: Bălțătești, Valea Arini, Valea Seacă.
Da Bălțătești si è staccato nel 2003 il villaggio di Ghindăoani, andato a formare un comune autonomo.
Bălțătești è una stazione termale abbastanza conosciuta, grazie alle sue sorgenti di acque a forte contenuto di minerali, in particolare bromo, cloro, iodio e zolfo. Le proprietà termali delle acque sono conosciute da parecchio tempo e le prime iniziative di sfruttamento delle stesse risalgono al 1810.